# アザレア号

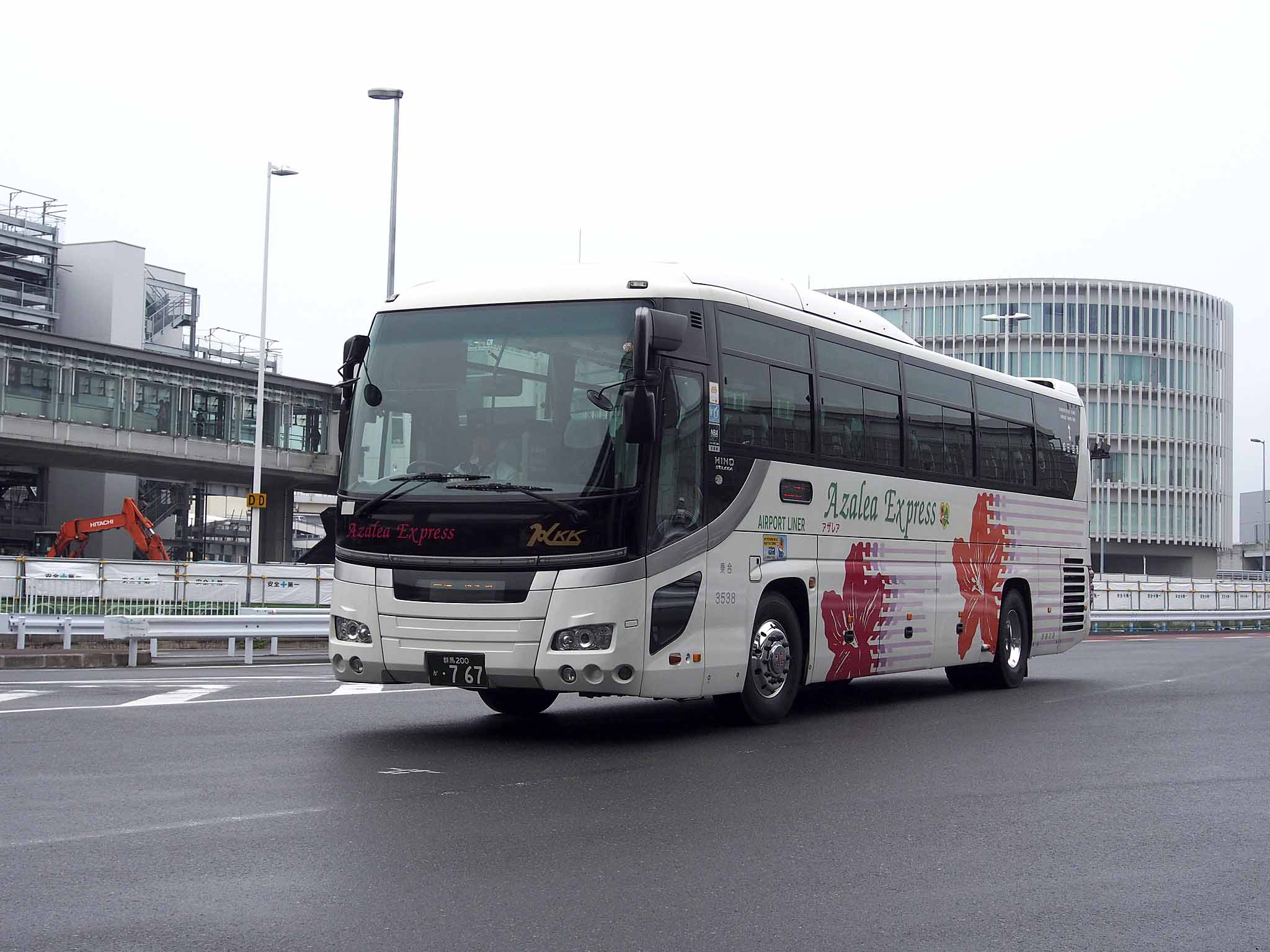
アザレア号（関越交通車）

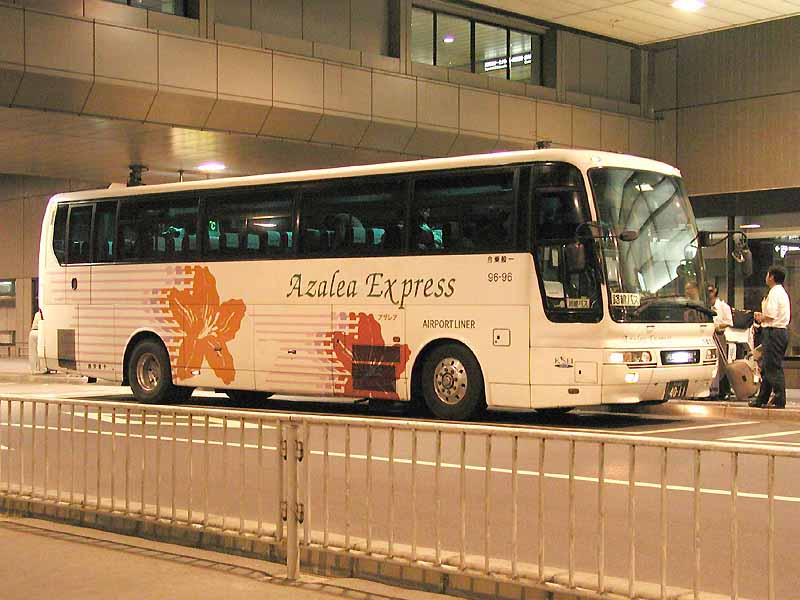
アザレア号（千葉交通車：専用色時代）

アザレア号（アザレアごう）は、群馬県前橋市と千葉県成田市にある成田空港を結ぶ高速バスである。
マロニエ号に次いで千葉交通が担当する北関東発着の成田空港リムジンバスで、この路線以降相次いで拡充される。

## 運行会社
- 関越交通
- 京成バス千葉イースト

## 運行経路
- 現行(2023年11月1日から)
  - 前橋営業所 - 前橋駅南口 - 前橋亀里パーキング - 高崎駅東口 - 藤岡インター - <関越自動車道 - 首都圏中央連絡自動車道 - 東関東自動車道 - 新空港自動車道> - 成田空港
  - 前橋営業所 - 前橋駅南口 - 前橋亀里パーキング - 高崎駅東口 - 藤岡インター - 東京ディズニーランド - 成田空港（1往復のみ運行）

※途中高坂SAで休憩する。
- 2017年11月1日から
  - 前橋営業所 - 前橋駅南口 - 前橋亀里パーキング - 高崎駅東口 - 藤岡インター - <関越自動車道 - 首都圏中央連絡自動車道 - 東関東自動車道 - 新空港自動車道> - 成田空港
  - 伊香保温泉佛光山法水寺 - 伊香保温泉バスターミナル - 伊香保温泉 - 前橋駅南口 - 前橋亀里パーキング - 高崎駅東口 - 藤岡インター - <関越自動車道 - 首都圏中央連絡自動車道 - 東関東自動車道 - 新空港自動車道> - 成田空港（1往復のみ運行）

※途中高坂SAで休憩する。
- 2017年4月22日から2017年10月31日まで
  - 前橋営業所 - 前橋駅南口 - 前橋亀里パーキング - 高崎駅東口 - 藤岡インター - <関越自動車道 - 首都圏中央連絡自動車道 - 東関東自動車道 - 新空港自動車道> - 成田空港

- 2011年5月16日から2017年4月21日まで
  - 前橋営業所 - 前橋駅南口 - 前橋亀里パーキング - 高崎駅東口 - 藤岡インター - 成田空港

- 2011年5月15日まで

伊勢崎経由
渋川営業所 - 前橋駅南口 - 前橋亀里パーキング - 伊勢崎まちかどステーション広瀬 - 本庄いまい台南公園 - <関越自動車道 - 東京外環自動車道 - 首都高速道路 - 東関東自動車道 - 新空港自動車道> - 成田空港
藤岡経由
渋川営業所 - 前橋駅南口 - 前橋亀里パーキング - 高崎駅東口 - 藤岡インター - <関越自動車道 - 東京外環自動車道 - 首都高速道路 - 東関東自動車道 - 新空港自動車道> - 成田空港
※成田空港内は成田空港行は第1ターミナル→第2ターミナル→第3ターミナルの順に、前橋・渋川行は第3ターミナル→第2ターミナル→第1ターミナルの順に停車

## 運行回数
1日10往復（うち1往復は伊香保温泉発着、1往復は前橋駅発着）

## 歴史
- 1996年7月10日 - 開業。
- 2006年4月1日 - 渋川発着便増便。
- 2011年5月16日 - 伊勢崎経由を廃止し、藤岡経由に一本化した上で起点を渋川営業所から前橋営業所に変更する。
- 2017年4月22日 - 鶴ヶ島ジャンクション - 成田ジャンクション間を首都圏中央連絡自動車道（圏央道）経由に変更[1]。
- 2017年11月1日 - 1往復を伊香保温泉佛光山法水寺まで延長。

## 乗車券発売箇所
- 成田空港行
  - 関越交通各営業所・案内所・アザレア号予約センター・代売所
  - 予約は関越交通公式サイト内で可能。

- 前橋行・伊香保温泉行
  - 成田空港内京成カウンター
  - 予約は不可。